# Kuma Demeksa Tokon
Kuma Demeksa Tokon (amharisch ኩማ ደመቅሳ; * 1958 in der Region Oromia) ist ein äthiopischer Politiker und Diplomat.

## Leben
Er wurde als Kind amharischer Eltern geboren. Grund- und Sekundarschule besuchte er in Gore in der Illubabor-Zone. Anfang der 1970er Jahre trat er in eine Elite-Einheit der Polizei ein. Nach der Revolution von 1974 und der Machtübernahme der Derg wurde er zum Kapitän befördert. Als Mitglied der Polizeielite wurde er in Eritrea eingesetzt, wo er von der Eritreischen Volksbefreiungsfront (EPLF) gefangen genommen wurde. 1981 wurde er an die Volksbefreiungsfront von Tigray (TPLF) ausgeliefert. Er schloss sich der Demokratische Bewegung des Äthiopischen Volkes (EPDM) an. 1990 verließ er die EPDM und gehörte zu den Gründern der Demokratischen Organisation des Oromovolkes (OPDO). Die OPDO, deren Generalsekretär er zeitweise war, gehört zur Revolutionären Demokratischen Front der Äthiopischen Völker (EPRDF).
Von 1991 bis 1995 war er Innenminister in der von der EPRDF gebildeten äthiopischen Übergangsregierung. In der Zeit von 1995 bis Juli 2001 war er Präsident der zur Äthiopien gehörenden Region Oromia. Er wurde im Zuge politischer Auseinandersetzungen in der TPLF abgesetzt, wobei Vorwürfe von Korruption, Machtmissbrauch und antidemokratischer Praktiken erhoben worden sein sollen. Im Jahr 2002 machte er einen Abschluss in öffentlicher Verwaltung an der University of New Mexico in den USA. 2003 wurde er Minister für Kapazitätsaufbau in der äthiopischen Regierung, von 2005 bis 2008 als Verteidigungsminister. An der US-amerikanischen Azusa Pacific University erwarb er 2008 einen Master of Arts in Organisationsführung. Im Jahr 2008 übernahm er das Amt des Bürgermeisters der äthiopischen Hauptstadt Addis Abeba, bis er 2013 wieder Minister wurde.
2015 schied er aus der Regierung aus und wurde am 24. April 2015 als äthiopischer Botschafter in Deutschland mit Sitz in Berlin akkreditiert. Am 3. Mai 2016 erfolgte seine Nebenakkreditierung in Tschechien. Weitere Nebenakkreditierungen bestehen in der Slowakei und der Ukraine.

## Persönliches
Kuma Demeksa Tokon ist zum zweiten Mal verheiratet und Vater von sieben Kindern, wobei drei Kinder aus der ersten, vier Kinder aus der zweiten Ehe stammen. Er spricht Amharisch, Englisch und Oromo.